# 茜平
茜平（あかねだいら）は、宮城県石巻市の町丁。郵便番号は986-0866。住民基本台帳に基づく人口は427人、世帯数は183世帯（2025年4月30日現在）。現行行政地名は茜平一丁目から茜平五丁目であり、住居表示は全域で未実施。

## 地理
石巻市の中心街から中央部に位置し、町内の中央にイオンモール石巻などの商業施設があり、近隣に三陸沿岸道路石巻河南インターチェンジがある。

## 歴史
- 2013年（平成25年）5月11日 - 蛇田西部土地区画整理事業に伴い、蛇田字福村南・蛇田字菰継・蛇田字五軒屋敷・蛇田字五軒屋敷前・蛇田字新金沼の各一部を分離し、茜平一丁目から茜平五丁目を設置[6]。
- 2019年（平成31年）4月 - 仮設蛇田西部第2団地に入居していた最後の住民が退去[7][8]。
- 2020年（令和2年）1月17日 - 仮設蛇田西部第1団地に入居していた最後の住人が退去したことにより、東日本大震災で7153戸のプレハブ仮設住宅が建設された石巻市内から仮設住宅が解消された[9]。

## 世帯数と人口
2025年（令和7年）4月30日現在の世帯数と人口は以下の通りである。
| 町丁       | 世帯    | 人口  |
| ---------- | ------- | ----- |
| 茜平一丁目 | 19世帯  | 45人  |
| 茜平二丁目 | 63世帯  | 141人 |
| 茜平三丁目 | 26世帯  | 55人  |
| 茜平四丁目 | 0世帯   | 0人   |
| 茜平五丁目 | 75世帯  | 186人 |
| 計         | 183世帯 | 427人 |

## 小・中学校の学区
市立小・中学校に通う場合、学区は以下の通りとなる。
| 丁目       | 番・番地等 | 小学校             | 中学校             |
| ---------- | ---------- | ------------------ | ------------------ |
| 茜平一丁目 | 全域       | 石巻市立向陽小学校 | 石巻市立蛇田中学校 |
| 茜平二丁目 | 全域       | 石巻市立蛇田小学校 | 石巻市立蛇田中学校 |
| 茜平三丁目 | 全域       | 石巻市立蛇田小学校 | 石巻市立蛇田中学校 |
| 茜平四丁目 | 全域       | 石巻市立蛇田小学校 | 石巻市立蛇田中学校 |
| 茜平五丁目 | 全域       | 石巻市立蛇田小学校 | 石巻市立蛇田中学校 |

## 施設

### 公共
- 仮設蛇田西部第1団地（茜平三丁目10） - 2020年（令和2年）1月17日までに全員が退去[9]
- 仮設蛇田西部第2団地（茜平五丁目22） - 2019年（平成31年）4月までに全員が退去[7][8]
- 蛇田西部1号公園（茜平三丁目10）
- 蛇田西部2号公園（茜平五丁目22）
- 石巻市立蛇田中学校（茜平五丁目3-1）

### 企業
- スズケン 石巻支社（茜平二丁目2-4）
- 東京海上日動火災保険 石巻支社（茜平二丁目1-1）

### 商業・店舗
- 宮城スバル自動車 カースポット石巻（茜平一丁目1-5）
- スーパーメルヘンワールド 石巻店（茜平一丁目2-4）
- 日産プリンス宮城販売 石巻河南インター店（茜平一丁目4-15）
- EARTH 石巻店（茜平二丁目2-3）
- ガリバー 石巻店（茜平二丁目2-5）
- セブンイレブン 石巻蛇田西店（茜平二丁目3-10）
- クリナップ 石巻ショールーム（茜平二丁目3-14）
- 理容プラージュ 石巻イオン前店（茜平三丁目1-6）
- ギフトプラザ 石巻店（茜平三丁目3-3）
- イオンモール石巻（茜平四丁目104）
- ペトラス 石巻店（茜平四丁目104）

## 交通

### 鉄道
- 鉄道駅はない。最寄り駅は■仙石線の蛇田駅もしくは石巻あゆみ野駅。

### バス
- 宮城交通
  - イオンモール石巻（仙台 - 石巻線）
- ミヤコーバス
  - 小斎 - イオンモール石巻（石巻免許センター線 / 河南線 / 中里線 / 河北線 / 蛇田線）

### 道路

#### 高速道路
- E45 三陸沿岸道路
  - 石巻河南インターチェンジ（11）

#### 一般国道
- 国道108号

#### 一般県道
- 宮城県道16号石巻鹿島台大衡線